# Chionaema cruenta
Chionaema cruenta är en fjärilsart som beskrevs av John Henry Leech 1890. Chionaema cruenta ingår i släktet Chionaema och familjen björnspinnare. Inga underarter finns listade i Catalogue of Life.